# Peter Wiggin
Pour les articles homonymes, voir Wiggin.
Peter Wiggin est un personnage fictif du Cycle d'Ender d’Orson Scott Card. Il apparait dans La stratégie Ender et les quatre premiers romans de la Saga des ombres.

## Enfance
Peter est décrit dans La Stratégie Ender comme un tyran sadique qui torture les animaux et prend beaucoup de plaisir à terroriser ses frères et sœur, Andrew et Valentine, ce qui lui vaut d’être écarté de l’École de Guerre. Paradoxalement, Peter avoue aimer son frère Ender et éprouver de la rancœur quand il lui préfère Valentine.
Après le départ d’Ender pour l’École de Guerre, le caractère de Peter ne change pas, mais il apprend à maîtriser ses expressions et son comportement pour manipuler les adultes de manière à obtenir ce qu’il veut. À l’âge de douze ans, Peter convainc Valentine d’utiliser les identités numériques de leurs parents pour se constituer leurs propres identités secrètes, afin de publier des textes sur les réseaux et ainsi mettre à profil leur intelligence pour manipuler les opinions sans devoir dévoiler qu’ils sont de simples adolescents. Ils choisissent les pseudonymes de « Locke » pour Peter et « Démosthène » pour Valentine. Démosthène agit comme un démagogue, agitant les foules en exacerbant l’hostilité envers les gouvernements du Second Pacte de Varsovie, en particulier celui de Russie ; Locke joue un rôle plus pondéré et emphatique, appelant au dialogue entre les grandes nations. Les personnalités des deux enfants sont l’opposé total de leurs personnages, un choix de Peter à la fois pour garder Valentine sous sa coupe et s’assurer que leurs identités réelles ne seront pas découvertes.
Chacun des personnages, semblables à des blogueurs, gagne peu à peu du poids et de la crédibilité sur les réseaux ; travaillant de concert sur les écrits des deux personnages, le frère et la sœur travaillent à manipuler les intérêts mondiaux, aidant à contrôler les événements et les opinions, de manière à permettre la victoire contre les Doryphores et surtout amener une solution rapide et efficace à la Guerre de la Ligue qui éclate au lendemain de la victoire. La Proposition de Locke mettra un terme au conflit au bout de cinq jours de lutte seulement.
La Proposition prévoit de rapatrier sur Terre tous les enfants soldats qui ont été employés durant la guerre, à l’exception d’Ender. Le bannissement d’Ender permet à la fois à Peter d’éviter une nouvelle guerre sur Terre où les deux blocs principaux se disputeront la garde du sauveur de l’humanité, et de se débarrasser opportunément d’un potentiel concurrent au poste d’Hégémon qu’il convoite. Valentine accepte le départ d’Ender, mais choisit de partir avec lui plutôt que rester sur Terre avec le frère qu’elle craint depuis toujours.

## Ascension vers le pouvoir
À la fin de la Guerre de la Ligue, Bean rejoint Peter alors qu'Achille de Flandres capture un à un tous les membres du djish d’Ender ; il parvient à décoder un message envoyé par l’un des enfants captif, que Peter dévoile au monde entier par le biais de son identité de Locke. Sœur Carlotta et Bean parviennent à le convaincre de révéler sa véritable identité derrière les personnages de Locke et Démosthène, mais de refuser le poste d’Hégémon qu’on lui propose ; Peter déteste ce procédé mais doit reconnaître qu’il n’a pas d’autre solution pour éviter qu’Achille ne tente de le tuer ou ne révèle son rôle. Utilisant son influence, il place Bean à la tête de forces militaires en Thaïlande pour contrer la prochaine attaque d’Achille, désormais à la tête de l’Inde.
Peter de son côté s’occupe comme consultant à Haïti pour faire preuve de ses capacités de gouvernant, et pour bénéficier d’une protection contre Achille. En observant les événements qui se produisent durant la présence de Bean en Thaïlande, la façon dont l’Inde mène sa guerre, et diverses sources de renseignement de Peter, lui et Bean parviennent à la conclusion que le véritable objectif d’Achille est l’établissement d’un vaste empire chinois, en trahissant à la fois l’Inde et la Thaïlande en utilisant le conflit pour les affaiblir. Bean et Peter ne sont pas d’accord sur l’attitude publique à observer quant à cette information et Peter obtient le dernier mot en révélant les faits au monde entier, alors que Bean sauve de justesse un groupe d’enfant de l’École de Guerre détenus en Inde.
Ses plans révélés, la Chine accélère le mouvement et s’empare presque sans lutte des deux pays saignés à blanc par leur conflit. Cette nouvelle conquête effraie le reste du monde, qui hisse finalement Peter au poste d’Hégémon pour tenter de maintenir la paix, bien que la Chine désormais forte de la domination d’un tiers de l’humanité révoque sa reconnaissance de l’Hégémonie. Le conflit achevé, Bean place son groupe de combat sous l’égide de Peter mais lui reproche d’avoir attendu pour révéler au public les ambitions de la Chine. Peter s’en défend ; une annonce trop précipitée n’aurait rien changé car n’aurait pas été prise au sérieux, et la Thaïlande et l’Inde n’auraient de toute façon pas été en mesure de résister à l’invasion. Révélant l’information au moment où il l’a fait, Peter a pu éviter un conflit beaucoup plus sanglant, et conforter sa réputation d’homme avisé et pacifique, ce qui lui a valu la place convoitée d’Hégémon, bien qu’en pratique ce titre reste essentiellement nominal.

## Lutte pour l’Hégémonie
Peter se considère comme la seule personne capable d’apporter la paix sur Terre. Il semble avoir joué ses cartes parfaitement, unissant l’humanité sous un gouvernement unique, grâce à sa façon d’analyser la situation. Il invite Achille à travailler avec lui, malgré le danger physique que cela implique pour sa personne, étant celui qui a dévoilé au monde ses projets et le forçant à y renoncer. Achille n’attend pas et retourne l’Hégémonie contre Peter qui est contraint de s’exiler dans l’espace avec ses parents sous la protection du colonel Graff. L’ancien responsable de l’École de Guerre, qui soupçonne Achille de projeter leur assassinat s’ils reviennent sur Terre, envoie un leurre, un vaisseau qu’Achille détruit, ce qui le discrédite définitivement aux yeux de l’opinion, aucune nation de souhaitant désormais s’associer avec lui. Ce faisant, il replace involontairement Peter à la tête de l’Hégémonie.

## Enfant de l’esprit
3000 ans après la mort de Peter, lors d’un voyage Dehors, Ender crée par erreur des « clones » de ses frères et sœurs lors de leur adolescence. Malheureusement, ce nouveau Peter aura hérité de la partie guerrière d’Ender, alors que Valentine aura elle hérité de sa partie altruiste.